# Ľudovít Bakoš
Ľudovít Bakoš (9. října 1919 Pukanec – 15. února 1974 Bratislava) byl slovenský vysokoškolský pedagog a veřejný činitel. Jeho otec byl Michal Bakoš, jeho matkou byla Anna Bakošová roz. Zelienková.

## Životopis
Studoval na gymnáziu v Kežmarku a v Banské Bystrici, kde roku 1938 maturoval. V letech studoval 1938–1942 filozofii a klasickou filologii na Filozofické fakultě Slovenské univerzity v Bratislavě, 1947 PhDr., 1957 doc., 1958 CSc., 1963 univerzitní profesor. V letech 1943–1944 byl profesorem na gymnáziu v Žilině. Po vypuknutí SNP byl spoluzakladatelem a tajemníkem RNV v Pukanci, později byl pracovníkem ministerstva školství a Tiskové agentury Slovenska v Banské Bystrici. Po roce 1945 profesor na gymnáziu v Banské Štiavnici, pracovník ministerstva školství a národní osvěty, v letech 1946–1947 asistent Filozofické fakulty SU, 1953–1959 přednášel na Vysoké škole pedagogické, od 1959 na Filozofické fakultě UK, zároveň byl v letech 1959–1972 ředitelem Ústavu pro učitelské vzdělávání UK. Zpočátku se zabýval dějinami filozofie, později se věnoval teoreticky i prakticky problematice dalšího vzdělávání učitelů, teorií výchovy a morálce rodinné výchovy. Autor základních kapitol vysokoškolské učebnice Teorie výchovy, přispíval studiemi a články do odborných periodik a sborníků. Člen vědeckých a pedagogických orgánů, redakčních rad, zúčastnil se na vypracování a realizaci základních opatření ve školství. Reprezentoval slovenskou pedagogiku na řadě konferencí a sympozií doma i v zahraničí. Jeho práce a působení bylo poznamenáno dobovou ideologií a poplatné aktuálním politickým požadavkům.

## Ocenění
- Zasloužilý učitel (1959)
- Medaile J.A. Komenského a Zlatá medaile UK (1969)
- I. pamětní medaile.